# Lípa u Kaceřovského mlýna
Lípa u Kaceřovského mlýna je památný strom na pravém břehu řeky Berounky u vesnice Olešná u Němčovic. Lípa velkolistá (Tilia platyphyllos) stojící uprostřed nádvoří Kaceřovského mlýna je stará přibližně 150 let, vysoká 28 m a měřený obvod kmene je 354 cm (měření 2003). Lípa vytváří pět hlavních kosterních větví a je ve velmi dobrém zdravotním stavu, její koruna nebyla v minulosti poškozena žádnými neodbornými zásahy. Chráněna od roku 2003 pro svůj vzrůst.